# KCIA 南山の部長たち
『KCIA 南山の部長たち』（ケーシーアイエー ナムサンのぶちょうたち、原題：남산의 부장들、英: The Man Standing Next）は、2020年公開の韓国映画。韓国では15歳以上観覧可、日本ではPG12指定。

## 概要

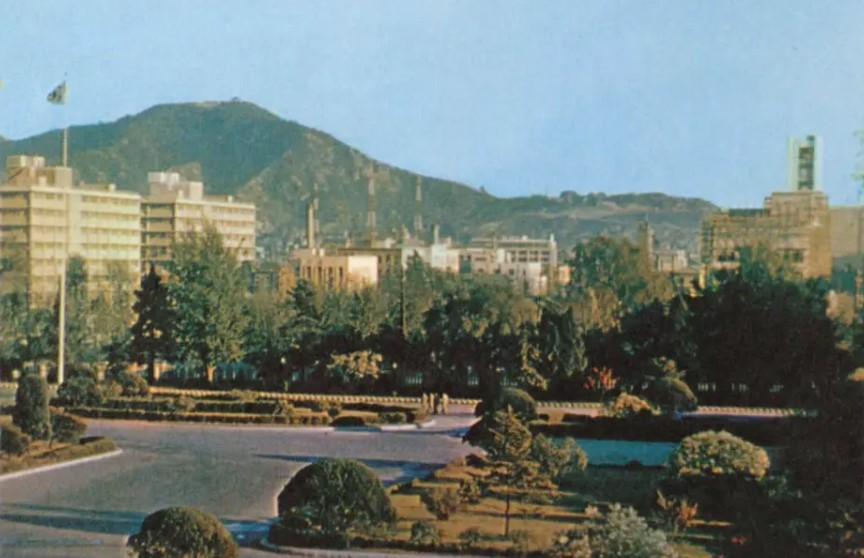
大韓民国中央情報部（KCIA）の本部があった時代の南山

新聞記者の金忠植（キム・チュンシク）は、大韓民国中央情報部（KCIA）を軸にして様々な政治事件を取材したルポルタージュ『政治工作司令部KCIA―南山の部長たち』を、1990年から1992年にかけて「東亜日報」に毎週連載した。1992年12月に『南山の部長たち』のタイトルで東亜日報社出版部から上下二冊で書籍化されると、50万部を突破するベストセラーになった。金忠植は書籍出版後も1994年まで「東亜日報」に連載を続けた。1994年8月、400字詰原稿用紙約1400枚からなる原著を600枚に圧縮した日本語版『実録KCIA―南山と呼ばれた男たち』が講談社から出版された。
本作はこの金忠植の著書を原作とする。ウ・ミンホ監督、イ・ビョンホン主演。事実を基にしているが、登場する人物は別名に置き換えられたフィクションとなっている。
第93回アカデミー賞国際長編映画賞の韓国代表作に選ばれた。

## あらすじ
1970年代、韓国はパク大統領の絶対的な支配下にあり、大韓民国中央情報部（KCIA）は大統領直属の諜報機関として、どの政府機関よりも優位に立っている組織であった。しかし、1979年10月26日、パク大統領はKCIAのトップであるキム・ギュピョン部長の手によって射殺される。
事件発生40日前、政府の隠密かつ違法な活動を知り尽くしていた元KCIA部長パク・ヨンガクはアメリカに亡命し、コリアゲートの捜査にあたっての重要参考人として下院議会聴聞会に呼ばれ、パク大統領を「革命への裏切り者」と証言し、大統領の腐敗を告発する。これに激怒したパク大統領はキム部長をアメリカに派遣し、パク元部長が出版しようとしている、パク大統領がスイスに保有する秘密資金口座の存在が記された回顧録が出版されないために手に入れるよう命じられる。パク元部長は回顧録をキム部長に渡すが、「イアーゴ」という男がいることを忠告する。その男は大統領の秘密口座を管理する真の右腕であり、KCIAはそのことを何も知らなかった。
キム部長がアメリカから帰国して間もなく、クァク・サンチョン警護室長が大統領官邸でCIAの盗聴器を発見する。それはKCIAも察知できていなかった事態だった。キム部長は大統領を守るためにあらゆる手段を講じるが、クァク室長との権力争いの中でやがて立場を失っていき、大統領からの信頼も失って追い詰められていく。

## キャスト
キム・ギュピョン（金規泙）
演 - イ・ビョンホン（吹替：阪口周平）
本作の主人公である大韓民国中央情報部（KCIA）部長。
KCIA第8代部長金載圭をモデルにしているが、金載圭と違い5・16軍事クーデターに参加した経歴を有しているなどの違いがある。
パク大統領
演 - イ・ソンミン（吹替：唐沢龍之介）
韓国大統領。18年前に軍事クーデターを起こして大統領となり、KCIAを使って反対派を弾圧するなどの独裁政権を築いているが、その手法に対し徐々に海外からの批判が集まっている。
第5 - 9代大統領朴正煕をモデルにしている。
パク・ヨンガク（朴勈愨）
演 - クァク・ドウォン（吹替：いとうさとる）
元KCIA部長。キム部長の親友で、かつてパク大統領が起こしたクーデターにキム部長とともに参加し、KCIA部長として数々の違法工作を行ったが、最終的に失脚してアメリカに亡命。下院公聴会に証人として出席し、パク大統領の腐敗を告発する。
KCIA第4代部長金炯旭をモデルにしているが、金載圭とさほど親しくなかったモデルと異なり、キム部長の親友であるなどの違いがある。
クァク・サンチョン（郭尚川）
演 - イ・ヒジュン（吹替：松川裕輝）
大統領警護室長。キム部長との権力闘争を繰り広げていく。
第3代大統領警護室長車智澈をモデルにしている。
デボラ・シム
演 - キム・ソジン
アメリカに移住したロビイスト。
チョン・トヒョク（全斗赫）
演 - ソ・ヒョヌ
国軍保安司令官。のちの第11・12代大統領全斗煥をモデルにしている。
キム・ケフン（金桂勳）
演 - パク・チイル
大統領秘書室長。金桂元をモデルにしている。
チャン・スンホ（張勝昊）
演 - キム・ミンサン
陸軍参謀総長。鄭昇和をモデルにしている。
ロバート・アドラー
演 - ジェリー・レクター（吹替：武蔵真之介）
第11代駐韓アメリカ大使ウィリアム・H・グライスティーンをモデルにしている。

## スタッフ
- 監督：ウ・ミンホ（朝鮮語版）
- 脚本：ウ・ミンホ、イ・ジミン
- 原作：キム・チュンシク『実録KCIA―「南山と呼ばれた男たち」』（訳：鶴真輔、講談社刊）
- 撮影：コ・ラクソン
- 美術：チョ・ファソン
- 音楽：チョ・ヨンウク（朝鮮語版）
- ヘアメイク：キム・ソヒ
- 録音：チョ・テヨン
- 照明：イ・スンビン
- 衣装デザイン：クァク・ジョンア
- 編集：チョン・ジウン
- 製作総指揮：キム・ドス、ファン・スンイル
- 製作：キム・ウォンクク、カン・サラ
- 製作会社：ハイブメディアコープ、ジェムストーンピクチャーズ
- 配給（韓国）：ショーボックス
- 配給（日本）：クロックワークス
- 字幕：福留友子
- 字幕監修：秋月望

## 公開
韓国では2020年1月22日に1,659スクリーンで公開され、観客動員が475万人、興行収入は412億ウォンを記録した。これは韓国国内の2020年の興行収入で第1位の売り上げとなった。
日本では2021年1月22日にクロックワークス配給で全国30館で公開された。興行通信社による小規模公開作品の週末観客動員数を示すランキング「ミニシアターランキング」（2021年1月23日 - 24日）では初登場1位を獲得した。また、Filmarksによる初日満足度ランキングで365レビュー、3.89点を獲得し、1位を獲得した。

## 評価
本作は批評家から絶賛されている。映画批評集積サイトのRotten Tomatoesには10件のレビューがあり、批評家支持率は80%、平均点は10点満点で7.30点となっている。
聯合ニュースのキム・ボラムは『本作は暗殺に至るまでのパク大統領の背後にいる男たちの複雑な権力闘争に焦点が当てられている。数十年にわたる大統領への忠誠心と大統領府のパワーバランスが日々微妙に変化していく中で、強者のギュピョンがライバルへの依存度を高め、数百万人のデモ隊を殺害することを考えていく心理的な変化を綿密に追っている。登場人物の感情的、心理的描写と崖っぷちのストーリーテリングが結末を予測可能なプロットでもより面白く、楽しませてくれる。また、イ・ビョンホンの演技には疑いの余地がなく、ギュピョンの決意の微かな変化を表情豊かな目と顔で見事に表現している。』と評した。
The Newpaperのイレーヌ・リーは5つ星中4つ星を与え、『なぜ暗殺が起きたのか、あらゆる視点を取り入れようとする一方で、キム・ギュピョンにはやや同情的なスタンスを取っている。彼のような境遇に置かれた人間の苦悩を見事に表現している。』と評した。
ヒューストン・クロニクルのケア・ダーリンは5つ星中4つ星を与え、『113分の中に多くの人物や歴史を詰め込んでいるので、実話を知らない観客はあの男は誰だっけ?、誰に何を言ったのか?と困惑してしまうかもしれません。それでも、監督はテンポよく物事を進め、観客が涙と悲劇で終わることを知っていながらも、サスペンスを作り上げることに成功している。実際、映画は暗殺された日から始まり、時間を遡っていくので、やったのは誰なのか?ではなく、なぜやったのか?を描いている。「パララックス・ビュー」や「カンバセーション…盗聴…」のような70年代のアメリカの政治スリラーの影響があり、何が起きているのか分からなくても説得力がある。本作は、「パラサイト 半地下の家族」以上に韓国映画の魅力があることを証明している。』と評した。
ハリウッド・リポーターのジョン・デフォーレは『脚本は、政治的な操作を少しでも減らして、暗殺に至るまでの下地をもっと作っておくのが賢明だっただろう。キム・ギュピョンが韓国のために大統領を処刑する愛国者だったのか、それとも単に阻止された個人的な野心があったのか、という実際の暗殺者の相反する見解を本作は前者を選んで描いているが、演出やパフォーマンスから排除することはできない。』と評した。
キネマ旬報のヴィヴィアン佐藤は5つ星中3つ星を与え、『「はちどり」の「聖水大橋崩落事故」や「国家が破産する日」の「IMF介入」など、国民の誰もが記憶に刻まれた事件。映像体験と個人体験との関数における変数は、韓国民なら化学作用を引き起こすはずだ。』と評し、藤木TDCは5つ星中2つ星を与え、『その経緯や元部長によるコリアゲートの発端、政敵・金泳三を支持する米国の工作など背景説明が希薄なためKCIA部長の暗殺動機が個人の対立感情に矮小化されて見え、政治サスペンスの力感を欠く。』と評し、真魚八重子は5つ星中4つ星を与え、『最近の韓国映画では、社会派の作品を立て板に水のような語り口で撮るのが流行なのだろうか。テンポ的にはアダム・マッケイ作品のようにスピーディーで、振り落とされそうになる。非常に強面な作品で、でもそこが本作の振り切った魅力だ。』と評した。

## 受賞
| 賞                         | 日付           | 部門         | 対象                                               | 結果       | 出典                 |
| -------------------------- | -------------- | ------------ | -------------------------------------------------- | ---------- | -------------------- |
| 春史大賞映画祭             | 2020年6月19日  | 監督賞       | ウ・ミンホ                                         | ノミネート | [ 25 ] [ 26 ] [ 27 ] |
| 春史大賞映画祭             | 2020年6月19日  | 主演男優賞   | イ・ビョンホン                                     | 受賞       | [ 25 ] [ 26 ] [ 27 ] |
| 春史大賞映画祭             | 2020年6月19日  | 助演男優賞   | イ・ソンミン                                       | 受賞       | [ 25 ] [ 26 ] [ 27 ] |
| 春史大賞映画祭             | 2020年6月19日  | 助演男優賞   | イ・ヒジュン                                       | ノミネート | [ 25 ] [ 26 ] [ 27 ] |
| 春史大賞映画祭             | 2020年6月19日  | 助演女優賞   | キム・ソジン                                       | ノミネート | [ 25 ] [ 26 ] [ 27 ] |
| 百想芸術大賞               | 2020年6月5日   | 作品賞       | 『KCIA 南山の部長たち』                            | ノミネート | [ 28 ] [ 29 ]        |
| 百想芸術大賞               | 2020年6月5日   | 監督賞       | ウ・ミンホ                                         | ノミネート | [ 28 ] [ 29 ]        |
| 百想芸術大賞               | 2020年6月5日   | 主演男優賞   | イ・ビョンホン                                     | 受賞       | [ 28 ] [ 29 ]        |
| 百想芸術大賞               | 2020年6月5日   | 助演男優賞   | イ・ヒジュン                                       | ノミネート | [ 28 ] [ 29 ]        |
| 百想芸術大賞               | 2020年6月5日   | 脚本賞       | ウ・ミンホ、イ・ジミン                             | ノミネート | [ 28 ] [ 29 ]        |
| 百想芸術大賞               | 2020年6月5日   | 技術賞       | キム・ソヒ                                         | 受賞       | [ 28 ] [ 29 ]        |
| 釜日映画賞                 | 2020年10月22日 | 作品賞       | 『KCIA 南山の部長たち』                            | ノミネート | [ 30 ]               |
| 釜日映画賞                 | 2020年10月22日 | 監督賞       | ウ・ミンホ                                         | ノミネート | [ 30 ]               |
| 釜日映画賞                 | 2020年10月22日 | 主演男優賞   | イ・ビョンホン                                     | 受賞       | [ 30 ]               |
| 釜日映画賞                 | 2020年10月22日 | 助演男優賞   | イ・ヒジュン                                       | 受賞       | [ 30 ]               |
| 釜日映画賞                 | 2020年10月22日 | 助演女優賞   | キム・ソジン                                       | ノミネート | [ 30 ]               |
| 釜日映画賞                 | 2020年10月22日 | 脚本賞       | ウ・ミンホ、イ・ジミン                             | ノミネート | [ 30 ]               |
| 釜日映画賞                 | 2020年10月22日 | 撮影賞       | コ・ラクソン                                       | ノミネート | [ 30 ]               |
| 釜日映画賞                 | 2020年10月22日 | 音楽賞       | チョ・ヨンウク                                     | ノミネート | [ 30 ]               |
| 釜日映画賞                 | 2020年10月22日 | 美術賞       | チョ・ファソン、パク・ギュビン                     | 受賞       | [ 30 ]               |
| 韓国映画評論家協会賞       | 2020年10月26日 | 作品賞       | 『KCIA 南山の部長たち』                            | 受賞       | [ 31 ]               |
| 韓国映画評論家協会賞       | 2020年10月26日 | トップ10     | 『KCIA 南山の部長たち』                            | 受賞       | [ 31 ]               |
| 韓国映画評論家協会賞       | 2020年10月26日 | 主演男優賞   | イ・ビョンホン                                     | 受賞       | [ 31 ]               |
| アジア・フィルム・アワード | 2020年10月28日 | 主演男優賞   | イ・ビョンホン                                     | 受賞       | [ 32 ]               |
| 韓国映画製作家協会賞       | 2020年12月21日 | 監督賞       | ウ・ミンホ                                         | 受賞       | [ 33 ] [ 34 ]        |
| 韓国映画製作家協会賞       | 2020年12月21日 | 美術賞       | チョ・ファソン、パク・ギュビン                     | 受賞       | [ 33 ] [ 34 ]        |
| Cine 21 Awards             | 2020年12月31日 | 脚本賞       | ウ・ミンホ、イ・ジミン                             | 受賞       | [ 35 ]               |
| 青龍映画賞                 | 2021年2月9日   | 作品賞       | 『KCIA 南山の部長たち』                            | 受賞       | [ 36 ] [ 37 ]        |
| 青龍映画賞                 | 2021年2月9日   | 監督賞       | ウ・ミンホ                                         | ノミネート | [ 36 ] [ 37 ]        |
| 青龍映画賞                 | 2021年2月9日   | 主演男優賞   | イ・ビョンホン                                     | ノミネート | [ 36 ] [ 37 ]        |
| 青龍映画賞                 | 2021年2月9日   | 助演男優賞   | イ・ソンミン                                       | ノミネート | [ 36 ] [ 37 ]        |
| 青龍映画賞                 | 2021年2月9日   | 助演男優賞   | イ・ヒジュン                                       | ノミネート | [ 36 ] [ 37 ]        |
| 青龍映画賞                 | 2021年2月9日   | 脚本賞       | ウ・ミンホ、イ・ジミン                             | ノミネート | [ 36 ] [ 37 ]        |
| 青龍映画賞                 | 2021年2月9日   | 撮影・照明賞 | コ・ラクソン（撮影）、イ・スンビン（照明）         | ノミネート | [ 36 ] [ 37 ]        |
| 青龍映画賞                 | 2021年2月9日   | 編集賞       | チョン・ジウン                                     | ノミネート | [ 36 ] [ 37 ]        |
| 青龍映画賞                 | 2021年2月9日   | 美術賞       | チョ・ファソン、パク・ギュビン                     | ノミネート | [ 36 ] [ 37 ]        |
| 青龍映画賞                 | 2021年2月9日   | 音楽賞       | チョ・ヨンウク                                     | ノミネート | [ 36 ] [ 37 ]        |
| 青龍映画賞                 | 2021年2月9日   | 技術賞       | クァク・テヨン、ファン・ヒョギュン（メイクアップ） | ノミネート | [ 36 ] [ 37 ]        |